# Rhamphomyia latiscaura
Rhamphomyia latiscaura är en tvåvingeart som beskrevs av Bartak 2002. Rhamphomyia latiscaura ingår i släktet Rhamphomyia och familjen dansflugor.
Artens utbredningsområde är Yukon. Inga underarter finns listade i Catalogue of Life.